# Geordie Kinnear
Geordie Kinnear (né le 9 juillet 1973 à Simcoe, dans la province de l'Ontario au Canada) est un joueur professionnel canadien de hockey sur glace devenu entraîneur.

## Carrière de joueur
Choix de 7e tour des Devils du New Jersey en 1992, il ne joua jamais pour le club de la Ligue nationale de hockey. Il évolua avec le club-école des Devils, les River Rats d'Albany de la Ligue américaine de hockey, jusqu'au terme de la saison 1998-1999. Durant ce séjour, il aida son équipe à remporter la Coupe Calder en 1994.
Durant l'entre-saison, il signa un contrat avec les Thrashers d'Atlanta. Il y joua ses quatre seules parties dans la LNH lors de la saison qui suivit. En novembre 2000, il fut échangé aux Devils mais son retour dans l'organisation fut bref avec 14 parties avec les River Rats. Il se blessa sérieusement ce qui l'obligea à annoncer sa retraite du hockey comme joueur le 20 décembre 2000.
Après avoir été entraîneur adjoint des River Rats d'Albany de 2001 à 2010 puis des Checkers de Charlotte de 2010 à 2016, il devient entraîneur-chef des Thunderbirds de Springfield pendant quatre saisons. En 2021, il retourne à Charlotte pour prendre le poste d'entraîneur-chef de l'équipe.

## Statistiques

### Joueur
| Saison     | Équipe                    | Ligue      |    | Saison régulière | Saison régulière | Saison régulière | Saison régulière | Saison régulière |   | Séries éliminatoires | Séries éliminatoires | Séries éliminatoires | Séries éliminatoires | Séries éliminatoires |
| Saison     | Équipe                    | Ligue      | PJ | B                | A                | Pts              | Pun              | PJ               | B | A                    | Pts                  | Pun                  |                      |                      |
| 1989-1990  | Merchants de Norwich      | OHA-C      | 1  | 0                | 0                | 0                | 19               | -                | - | -                    | -                    | -                    |                      |                      |
| 1989-1990  | Titans de Tillsonburg     | OHA-B      | 34 | 2                | 5                | 7                | 153              | -                | - | -                    | -                    | -                    |                      |                      |
| 1990-1991  | Petes Jr. de Peterborough | OHA-B      | 6  | 0                | 6                | 6                | 51               | -                | - | -                    | -                    | -                    |                      |                      |
| 1990-1991  | Petes de Peterborough     | LHO        | 37 | 1                | 0                | 1                | 76               | 2                | 0 | 0                    | 0                    | 10                   |                      |                      |
| 1991-1992  | Petes de Peterborough     | LHO        | 63 | 5                | 16               | 21               | 195              | 10               | 0 | 2                    | 2                    | 36                   |                      |                      |
| 1992-1993  | Petes de Peterborough     | LHO        | 58 | 6                | 22               | 28               | 161              | 19               | 1 | 5                    | 6                    | 43                   |                      |                      |
| 1993-1994  | River Rats d'Albany       | LAH        | 59 | 3                | 12               | 15               | 197              | 5                | 0 | 0                    | 0                    | 21                   |                      |                      |
| 1994-1995  | River Rats d'Albany       | LAH        | 68 | 5                | 11               | 16               | 136              | 9                | 1 | 1                    | 2                    | 7                    |                      |                      |
| 1995-1996  | River Rats d'Albany       | LAH        | 73 | 4                | 7                | 11               | 170              | 4                | 0 | 1                    | 1                    | 2                    |                      |                      |
| 1996-1997  | River Rats d'Albany       | LAH        | 59 | 2                | 9                | 11               | 175              | 10               | 0 | 1                    | 1                    | 15                   |                      |                      |
| 1997-1998  | River Rats d'Albany       | LAH        | 78 | 1                | 15               | 16               | 206              | 13               | 1 | 1                    | 2                    | 68                   |                      |                      |
| 1998-1999  | River Rats d'Albany       | LAH        | 55 | 1                | 13               | 14               | 162              | 5                | 0 | 1                    | 1                    | 0                    |                      |                      |
| 1999-2000  | Solar Bears d'Orlando     | LIH        | 69 | 1                | 5                | 6                | 231              | 6                | 0 | 0                    | 0                    | 9                    |                      |                      |
| 1999-2000  | Thrashers d'Atlanta       | LNH        | 4  | 0                | 0                | 0                | 13               | -                | - | -                    | -                    | -                    |                      |                      |
| 2000-2001  | Solar Bears d'Orlando     | LIH        | 11 | 0                | 0                | 0                | 41               | -                | - | -                    | -                    | -                    |                      |                      |
| 2000-2001  | River Rats d'Albany       | LAH        | 14 | 1                | 1                | 2                | 48               | -                | - | -                    | -                    | -                    |                      |                      |
| Totaux LNH | Totaux LNH                | Totaux LNH | 4  | 0                | 0                | 0                | 13               | -                | - | -                    | -                    | -                    |                      |                      |

### Entraîneur
| Saison    | Équipe                      | Ligue |    | PJ | V  | D  | Pr                   |  | Séries éliminatoires |
| 2016-2017 | Thunderbirds de Springfield | LAH   | 76 | 32 | 33 | 11 | Non qualifiés        |  |                      |
| 2017-2018 | Thunderbirds de Springfield | LAH   | 76 | 32 | 37 | 7  | Non qualifiés        |  |                      |
| 2018-2019 | Thunderbirds de Springfield | LAH   | 76 | 33 | 29 | 14 | Non qualifiés        |  |                      |
| 2019-2020 | Thunderbirds de Springfield | LAH   | 61 | 31 | 27 | 3  |                      |  |                      |
| 2021-2022 | Checkers de Charlotte       | LAH   | 72 | 42 | 24 | 6  | Éliminés au 2e tour  |  |                      |
| 2022-2023 | Checkers de Charlotte       | LAH   | 72 | 39 | 25 | 8  | Éliminés au 1re tour |  |                      |